# Forêt de Kampinos

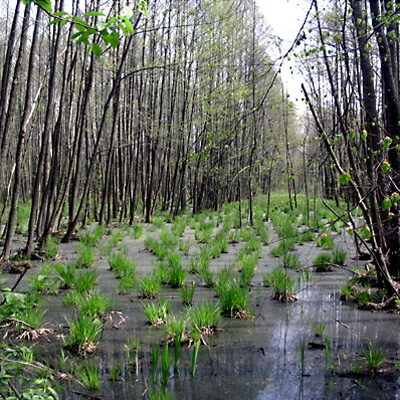
Zone inondée de la forêt de Kampinos, au début du printemps

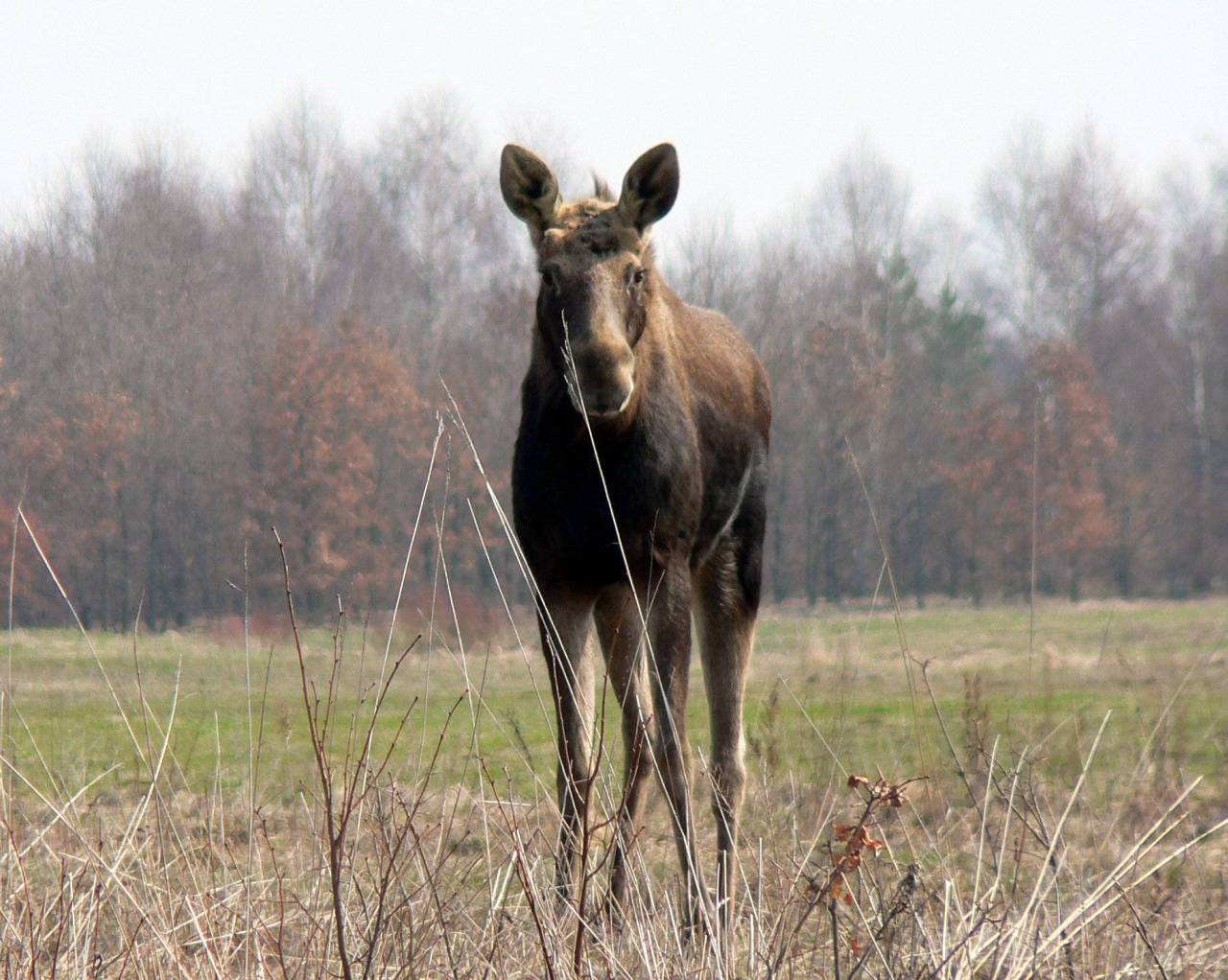
Élan, réintroduit dans le parc et en Pologne, il contribue activement à l'entretien des milieux ouverts et des zones humides (faucardage)

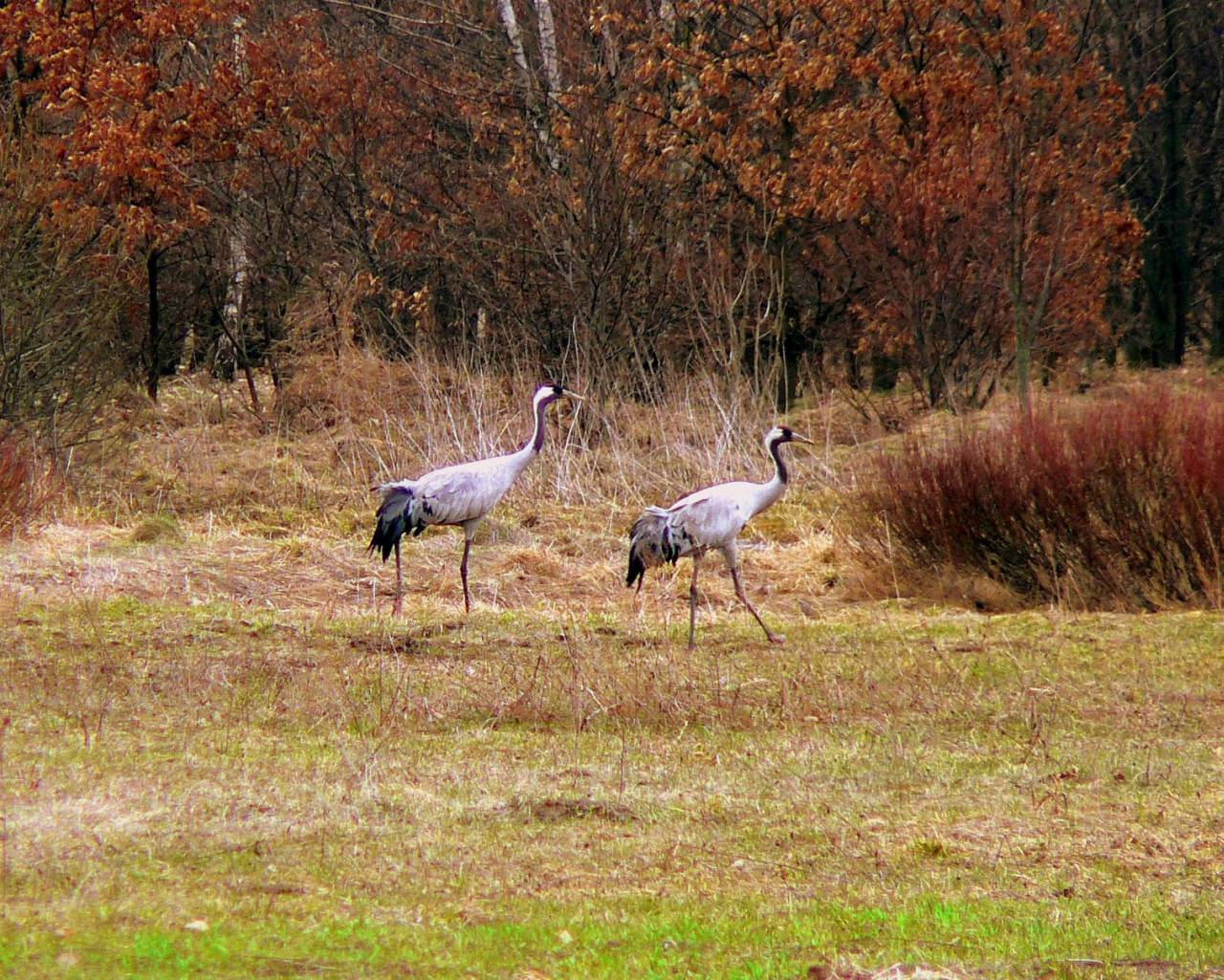
Les zones humides ouvertes accueillent de nombreux oiseaux d'eau nicheurs et migrateurs, dont la grue cendrée

La forêt de Kampinos (Puszcza Kampinoska en polonais) est une forêt polonaise située dans une vallée dite vallée de Varsovie près de la capitale polonaise. La plus grande partie de cette forêt appartient au parc national de Kampinos. Ses éléments les plus caractéristiques sont les dunes intérieures et un vaste complexe de zones humides.
Depuis 2000, la forêt de Kampinos est reconnue réserve de biosphère par l'Unesco.

## Histoire
Durant l'insurrection de Varsovie, la forêt de Kampinos fut le théâtre de violents combats.

## Flore
Les contrastes et la variété induits par la grande diversité d'habitats sont accentués par une grande variété de fleurs, des dunes surmontées par des forêts de pins. La flore du parc est représentée par 1100 espèces dont "La feuille de cuir", relique de l’époque glaciaire, et elle nourrit et abrite de nombreux mammifères, oiseaux, invertébrés, lichens et champignons.

## Faune

### Réintroductions
Le Gouvernement polonais a souhaité en 1951 réintroduire l'élans dans la Forêt de Kampinos d'où le dernier des élans (Alces alces) connus a disparu (tué à la chasse) au XVIIIe siècle. 

Les élans réintroduits proviennent de la Biélorussie voisine. Ils ont d’abord été élevés dans un enclos avant d'être libérés dans l'habitat forestier en 1958. De ce noyau de recolonisation (renforcé de quelques autres spécimens réintroduits dans le nord-est du district de Rajgród), est née une population dispersée qui a réussi à établir quelques nouveaux noyaux de populations dans d'autres secteurs de la Pologne où cette réintroduction est considérée comme un succès ; 
- de 1962 à 1965, la croissance démographique du groupe d’élans de la Forêt de Kampinos a été de + 20%/an en moyenne, et de 1961 à 1966,
- les gestionnaires du Parc national de Kampinos ont noté que 30 % des naissances étaient des jumeaux.
- La population des élans dans Kampinos est aujourd’hui (2005) estimée à environ 100 à 120 individus (soit 3 à 4 individus par 1000 hectares).

Des lynx ont également été réintroduits dans cette région, qui contribueront à réguler la population d’élans (animaux malades ou atteint de problèmes congénitaux liés à une faible diversité génétique).